# Llista de rellotges de sol de l'Alt Urgell
Llista de rellotges de sol instal·lats de forma permanent en espais públics de la comarca de l'Alt Urgell.
| Nom                                                | Descripció                                               | Localització                                                   | Coordenades                                          | Fitxa | Imatge |
| -------------------------------------------------- | -------------------------------------------------------- | -------------------------------------------------------------- | ---------------------------------------------------- | ----- | --- |
| Can Ribes - sud                                    | Inscripció: Vera Intuere. Media Sequere / Eppur si muove | Alàs i Cerc Camí del Parc del Segre km 3,5                     | 42° 21′ 21″ N, 1° 29′ 50″ E / 42.355833°N,1.497222°E | fitxa | Carregueu una nova foto                                                                                                 |
| Can Ribes - analemàtic                             | Inscripció: Do si sol. Sine sole sileo                   | Alàs i Cerc Camí del Parc del Segre km 3,5                     | 42° 21′ 21″ N, 1° 29′ 50″ E / 42.355833°N,1.497222°E | fitxa | Carregueu una nova foto                                                                                                 |
| Església de Sant Vicenç de Montferrer              | Inscripció: Sine Sole Solus Sole Salus                   | Montferrer i Castellbò Pl. de l'Església. Montferrer           | 42° 20′ 29″ N, 1° 25′ 40″ E / 42.341389°N,1.427778°E | fitxa | Carregueu una nova foto                                                                                                 |
| Església de Sant Iscle i Santa Victòria de Turbiàs |                                                          | Montferrer i Castellbò Turbiàs                                 | 42° 22′ 53″ N, 1° 19′ 22″ E / 42.38147°N,1.322694°E  | fitxa | Església de Sant Iscle i Santa Victòria de Turbiàs (Montferrer i Castellbò) · Vegeu més fotos · Carregueu una nova foto |
| Cal Roquer                                         |                                                          | Montferrer i Castellbò Vila-rubla                              | 42° 20′ 50″ N, 1° 14′ 11″ E / 42.3471°N,1.2364°E     | fitxa | Carregueu una nova foto                                                                                                 |
| Antiga Escola Mare de Déu dels Àngels d'Oliana     |                                                          | Oliana C. Germà Frederic, 1                                    | 42° 04′ 08″ N, 1° 18′ 49″ E / 42.068938°N,1.313586°E | fitxa | Antiga Escola dels Frares de La Salle (Oliana) · Vegeu més fotos · Carregueu una nova foto                              |
| Can Boix                                           | Inscripció: Es l'hora de ser feliç                       | Peramola Can Boix                                              | 42° 04′ 16″ N, 1° 16′ 32″ E / 42.071051°N,1.275666°E | fitxa | Can Boix (Peramola) · Carregueu una nova foto                                                                           |
| Ca l'Espardenyer                                   |                                                          | El Pont de Bar Marge dret del Segre                            | 42° 22′ 16″ N, 1° 36′ 59″ E / 42.371225°N,1.616422°E | fitxa | Carregueu una nova foto                                                                                                 |
| Campanar de l'Església de Sant Tirs                |                                                          | Ribera d'Urgellet Pl. Major. El Pla de Sant Tirs               | 42° 18′ 45″ N, 1° 23′ 00″ E / 42.31255°N,1.383275°E  | fitxa | Campanar de l'Església de Sant Tirs (Ribera d'Urgellet) · Vegeu més fotos · Carregueu una nova foto                     |
| Carrer de Sant Sebastià, 24                        |                                                          | Ribera d'Urgellet C. de Sant Sebastià, 24. El Pla de Sant Tirs |                                                      | fitxa | Carrer de Sant Sebastià, 24 (Ribera d'Urgellet) · Carregueu una nova foto                                               |
| Paratge de Sant Pere                               |                                                          | La Seu d'Urgell Ctra. N-260, km 224,5                          |                                                      | fitxa | Carregueu una nova foto                                                                                                 |
| Parc Olímpic del Segre                             |                                                          | La Seu d'Urgell Prop de l'entrada des del centre del poble     |                                                      | fitxa | Parc Olímpic del Segre (la Seu d'Urgell) · Vegeu més fotos · Carregueu una nova foto                                    |
| Cal Pubill                                         |                                                          | La Seu d'Urgell Castellciutat                                  | 42° 21′ 23″ N, 1° 26′ 36″ E / 42.356526°N,1.443407°E | fitxa | Cal Pubill (la Seu d'Urgell) · Carregueu una nova foto                                                                  |
| Església de Sant Pere de Cornellana                |                                                          | La Vansa i Fórnols Cornellana                                  | 42° 15′ 37″ N, 1° 32′ 18″ E / 42.2604°N,1.538389°E   | fitxa | Església de Sant Pere de Cornellana (la Vansa i Fórnols) · Vegeu més fotos · Carregueu una nova foto                    |